# Seznam medailistek na mistrovství Evropy v biatlonu – stíhací závod žen
Seznam medailistek na mistrovství Evropy v biatlonu z stíhacího závodu žen představuje chronologický přehled stupňů vítězů ve stíhacích závodech žen na 10 km na mistrovství Evropy konaného pravidelně od roku 1998.
Stíhací závod žen byl na evropský šampionát zařazen poprvé v roce 1998 a kromě roku 1999 v něm účastníce závodí v každém ročníku.

## Seznam vítězek
| Rok  | Místo                | Zlato                 | Stříbro                         | Bronz                         |
| ---- | -------------------- | --------------------- | ------------------------------- | ----------------------------- |
| 1998 | Minsk                | Nadieżda Tałanowa     | Janet Klein                     | Peggy Wagenführ               |
| 1999 | Iževsk               | nebyl na programu     | nebyl na programu               | nebyl na programu             |
| 2000 | Zakopané             | Magdalena Grzywa      | Swiatłana Paramyhina            | Magdalena Gwizdońová          |
| 2001 | Haute Maurienne      | Katja Beer            | Lilija Jefremowa                | Sabine Flatscher              |
| 2002 | Kontiolahti          | Irina Malgina         | Radka Popowa                    | Olga Romasko                  |
| 2003 | Forni Avoltri        | Jekatierina Iwanowa   | Ołena Zubryłowa                 | Ina Menzel                    |
| 2004 | Minsk                | Ołena Petrowa         | Jekatierina Iwanowa             | Ołena Zubryłowa               |
| 2005 | Novosibirsk          | Oksana Chwostenko     | Irina Malgina                   | Anna Bogalij                  |
| 2006 | Langdorf-Arberse     | Natalja Sokołowa      | Olga Anisimowa                  | Irina Malgina                 |
| 2007 | Bansko               | Olga Kudraszowa       | Ute Niziak                      | Irina Nikułczina              |
| 2008 | Nové Město           | Nina Karasewycz       | Oksana Jakowlewa                | Pawlina Filipowa              |
| 2009 | Ufa                  | Anastasia Kuzminová   | Vita Semerenková                | Jana Romanovová               |
| 2010 | Otepää               | Vita Semerenková      | Kathrin Hitzerová               | Jekatěrina Šumilovová         |
| 2011 | Ridnaun              | Juliane Döllová       | Marine Bollietová               | Nadine Horchlerová            |
| 2012 | Osrblie              | Olena Pidhrušná       | Valentyna Semerenková           | Anastasija Zagorujková        |
| 2013 | Bansko               | Monika Hojniszová     | Franziska Preussová             | Karolin Horchlerová           |
| 2014 | Nové Město na Moravě | Mona Brorssonová      | Victoria Padialová Hernándezová | Darja Virolajnenová           |
| 2015 | Otepää               | Jekatěrina Šumilovová | Iryna Varvynecová               | Jekatěrina Jurlovová          |
| 2016 | Ťumeň                | Naděžda Skardinová    | Karolin Horchlerová             | Ingrid Landmark Tandrevoldová |
| 2017 | Dušníky              | Irina Starychová      | Julija Džymová                  | Světlana Slepcovová           |
| 2018 | Ridnaun              | Chloé Chevalierová    | Iryna Varvynecová               | Julia Simonová                |
| 2019 | Raubiči              | Jekatěrina Jurlovová  | Iryna Kryuková                  | Nadine Horchlerová            |
| 2020 | Raubiči              | Jelena Kručinkinová   | Kristina Rezcovová              | Elisabeth Högbergová          |
| 2021 | Dušníky              | Kamila Żuková         | Karoline Erdalová               | Åsne Skredeová                |
| 2022 | Velký Javor          | Alina Stremousová     | Janina Hettichová               | Jenny Enoddová                |
| 2023 | Lenzerheide          | Selina Grotianová     | Tilda Johanssonová              | Gilonne Guigonnatová          |
| 2024 | Brezno-Osrblie       | Maren Kirkeeideová    | Emilie Kalkenbergová            | Océane Michelonová            |
| 2025 | Martell              | Baiba Bendiková       | Anna Karin Heijdenbergová       | Linda Zingerleová             |